# لورر-سنت-لورنت
لورر-سنت-لورنت (به فرانسوی: Lourouer-Saint-Laurent) یک کمون در فرانسه است که در اندر واقع شده‌است. لورر-سنت-لورنت ۱۱٫۲۱ کیلومتر مربع مساحت و ۲۴۰ نفر جمعیت دارد و ۲۱۷ متر بالاتر از سطح دریا واقع شده‌است.